# José Ribeiro da Mota Pais

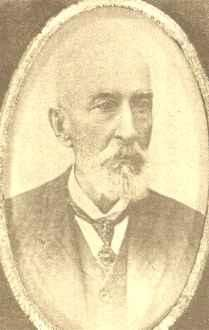
José Ribeiro da Mota Pais

José Ribeiro da Mota Paes, primeiro e único Barão de Mota Pais (Minas Gerais, 2 de janeiro de 1828 — Espírito Santo do Pinhal, 19 de dezembro de 1915), foi um cafeicultor brasileiro e tenente-coronel da Guarda Nacional. Era irmão de Joaquim da Mota Pais, o barão de Camanducaia. Por decreto imperial de 23 de dezembro de 1887, recebeu o baronato. Foi casado com Maria Cândida Ribeiro de Oliveira Mota.